# Coppa Sudamericana 2016
La Coppa Sudamericana 2016 è stata la quindicesima edizione della Coppa Sudamericana organizzata dalla CONMEBOL. La coppa è stata assegnata ad honorem alla formazione brasiliana della Chapecoense, che ha ottenuto così il suo primo titolo nella manifestazione, a seguito della tragedia aerea in cui sono morti 19 suoi giocatori, durante il volo che doveva portare la squadra all'incontro di andata della finale. La Chapeconense ha così partecipato di diritto alla Coppa Libertadores 2017, alla Recopa Sudamericana 2017 e alla Coppa Suruga Bank 2017.
Il vincitore della precedente edizione era il Santa Fe, eliminato dal Cerro Porteño agli ottavi di finale.

## Partecipanti
Sono qualificate 47 squadre provenienti dalle 10 confederazioni CONMEBOL:
- Detentore del titolo
- Brasile: 8 squadre
- Argentina: 6 squadre
- Le restanti 8 nazioni: 4 squadre

Accedono ai diversi turni del torneo in base al seguente criterio
- Detentore del titolo: ottavi di finale
- Brasile ed  Argentina: secondo turno
- Le restanti 8 nazioni: primo turno

## Turni preliminari

### Primo turno
| Squadra 1                 | Totale        | Squadra 2            | Andata   | Ritorno  |          |
| Zona Sud                  | Zona Sud      | Zona Sud             | Zona Sud | Zona Sud | Zona Sud |
| ------------------------- | ------------- | -------------------- | -------- | -------- | -------- |
| Fénix                     | 1–2           | Cerro Porteño        | 1–0      | 0–2      |          |
| Sportivo Luqueño          | 1–1 (gfc)     | Peñarol              | 0–0      | 1–1      |          |
| Universidad de Concepción | 2–3           | Bolívar              | 2–0      | 0–3      |          |
| Real Potosí               | 4–2           | Universidad Católica | 3–1      | 1–1      |          |
| Blooming                  | 1–1 (4–1 dcr) | Plaza Colonia        | 1–0      | 0–1      |          |
| Sol de América            | 2–2 (5–4 dcr) | Jorge Wilstermann    | 1–1      | 1–1      |          |
| Montevideo Wanderers      | 0–0 (5–4 dcr) | O'Higgins            | 0–0      | 0–0      |          |
| Palestino                 | 4–0           | Libertad             | 1–0      | 3–0      |          |
| Zona Nord                 |               |                      |          |          |          |
| Universitario             | 1–6           | Emelec               | 0–3      | 1–3      |          |
| Aucas                     | 2–2 (gfc)     | Real Garcilaso       | 2–1      | 0–1      |          |
| Deportivo Lara            | 2–5           | Junior               | 1–3      | 1–2      |          |
| Deportes Tolima           | 0–1           | Deportivo La Guaira  | 0–0      | 0–1      |          |
| Barcelona                 | 2–2 (0–3 dcr) | Zamora               | 1–1      | 1–1      |          |
| Independiente Medellín    | 2–1           | Universidad Católica | 1–1      | 1–0      |          |
| Deportivo Anzoátegui      | 2–2 (gfc)     | Sport Huancayo       | 2–1      | 0–1      |          |
| Deportivo Municipal       | 0–6           | Atlético Nacional    | 0–5      | 0–1      |          |

### Secondo turno
| Squadra 1              | Totale    | Squadra 2            | Andata | Ritorno |
| ---------------------- | --------- | -------------------- | ------ | ------- |
| Santa Cruz             | 1–0       | Sport Recife         | 0–0    | 1–0     |
| Deportivo La Guaira    | 4–2       | Emelec               | 4–2    | 0–0     |
| Cuiabá                 | 2–3       | Chapecoense          | 1–0    | 1–3     |
| Bolívar                | 1–2       | Atlético Nacional    | 1–1    | 0–1     |
| Estudiantes            | 1–2       | Belgrano             | 1–0    | 0–2     |
| Blooming               | 1–3       | Junior               | 0–2    | 1–1     |
| Figueirense            | 5–5 (gfc) | Flamengo             | 4–2    | 1–3     |
| Cerro Porteño          | 7–0       | Real Potosí          | 6–0    | 1–0     |
| Real Garcilaso         | 2–3       | Palestino            | 2–2    | 0–1     |
| Zamora                 | 0–2       | Montevideo Wanderers | 0–1    | 0–1     |
| Vitória                | 2–2 (gfc) | Coritiba             | 2–1    | 0–1     |
| Sol de América         | 2–1       | Sport Huancayo       | 1–0    | 1–1     |
| Lanús                  | 0–3       | Independiente        | 0–2    | 0–1     |
| Banfield               | 3–4       | San Lorenzo          | 2–0    | 1–4     |
| Independiente Medellín | 3–2       | Sportivo Luqueño     | 3–0    | 0–2     |

## Fase finale

### Tabellone
|  | Ottavi di finale             | Ottavi di finale        | Ottavi di finale | Ottavi di finale |    |                        | Quarti di finale | Quarti di finale | Quarti di finale | Quarti di finale |               |   | Semifinali | Semifinali | Semifinali | Semifinali |                   |    | Finale | Finale | Finale | Finale |
|  |                              |                         |                  |                  |    |                        |                  |                  |                  |                  |               |   |            |            |            |            |                   |    |        |        |        |        |
|  | Independiente Medellín (gfc) | 2                       | 1                | 3                |    |                        |                  |                  |                  |                  |               |   |            |            |            |            |                   |    |        |        |        |        |
|  | Santa Cruz                   | 0                       | 3                | 3                |    |                        |                  |                  |                  |                  |               |   |            |            |            |            |                   |    |        |        |        |        |
|  | Santa Cruz                   | 0                       | 3                | 3                |    | Independiente Medellín | 0                | 0                | 0                |                  |               |   |            |            |            |            |                   |    |        |        |        |        |
|  |                              |                         |                  |                  |    | Independiente Medellín | 0                | 0                | 0                |                  |               |   |            |            |            |            |                   |    |        |        |        |        |
|  |                              | Cerro Porteño           | 0                | 2                | 2  |                        |                  |                  |                  |                  |               |   |            |            |            |            |                   |    |        |        |        |        |
|  | Santa Fe                     | Cerro Porteño           | 0                | 2                | 2  | 2                      | 1                | 3                |                  |                  |               |   |            |            |            |            |                   |    |        |        |        |        |
|  | Santa Fe                     |                         |                  |                  |    | 2                      | 1                | 3                |                  |                  |               |   |            |            |            |            |                   |    |        |        |        |        |
|  | Cerro Porteño                | 0                       | 4                | 4                |    |                        |                  |                  |                  |                  |               |   |            |            |            |            |                   |    |        |        |        |        |
|  | Cerro Porteño                | 0                       | 4                | 4                |    |                        |                  |                  |                  |                  | Cerro Porteño | 1 | 0          | 1          |            |            |                   |    |        |        |        |        |
|  |                              |                         |                  |                  |    |                        |                  |                  |                  |                  |               | 1 | 0          | 1          |            |            |                   |    |        |        |        |        |
|  |                              | Atlético Nacional (gfc) | 1                | 0                | 1  |                        |                  |                  |                  |                  |               |   |            |            |            |            |                   |    |        |        |        |        |
|  | Coritiba (dcr)               | Atlético Nacional (gfc) | 1                | 0                | 1  | 1                      | 2                | 3 (4)            |                  |                  |               |   |            |            |            |            |                   |    |        |        |        |        |
|  | Coritiba (dcr)               |                         |                  |                  |    | 1                      | 2                | 3 (4)            |                  |                  |               |   |            |            |            |            |                   |    |        |        |        |        |
|  | Belgrano                     | 2                       | 1                | 3 (3)            |    |                        |                  |                  |                  |                  |               |   |            |            |            |            |                   |    |        |        |        |        |
|  | Belgrano                     | 2                       | 1                | 3 (3)            |    | Coritiba               | 1                | 1                | 2                |                  |               |   |            |            |            |            |                   |    |        |        |        |        |
|  |                              |                         |                  |                  |    | Coritiba               | 1                | 1                | 2                |                  |               |   |            |            |            |            |                   |    |        |        |        |        |
|  |                              | Atlético Nacional       | 1                | 3                | 4  |                        |                  |                  |                  |                  |               |   |            |            |            |            |                   |    |        |        |        |        |
|  | Sol de América               | Atlético Nacional       | 1                | 3                | 4  | 1                      | 0                | 1                |                  |                  |               |   |            |            |            |            |                   |    |        |        |        |        |
|  | Sol de América               |                         |                  |                  |    | 1                      | 0                | 1                |                  |                  |               |   |            |            |            |            |                   |    |        |        |        |        |
|  | Atlético Nacional            | 1                       | 2                | 3                |    |                        |                  |                  |                  |                  |               |   |            |            |            |            |                   |    |        |        |        |        |
|  | Atlético Nacional            | 1                       | 2                | 3                |    |                        |                  |                  |                  |                  |               |   |            |            |            |            | Atlético Nacional | nd | nd     | nd     |        |        |
|  |                              |                         |                  |                  |    |                        |                  |                  |                  |                  |               |   |            |            |            |            |                   | nd | nd     | nd     |        |        |
|  |                              | Chapecoense             | nd               | nd               | nd |                        |                  |                  |                  |                  |               |   |            |            |            |            |                   |    |        |        |        |        |
|  | San Lorenzo                  | Chapecoense             | nd               | nd               | nd | 2                      | 2                | 4                |                  |                  |               |   |            |            |            |            |                   |    |        |        |        |        |
|  | San Lorenzo                  |                         |                  |                  |    | 2                      | 2                | 4                |                  |                  |               |   |            |            |            |            |                   |    |        |        |        |        |
|  | Deportivo La Guaira          | 1                       | 0                | 1                |    |                        |                  |                  |                  |                  |               |   |            |            |            |            |                   |    |        |        |        |        |
|  | Deportivo La Guaira          | 1                       | 0                | 1                |    | San Lorenzo            | 2                | 0                | 2                |                  |               |   |            |            |            |            |                   |    |        |        |        |        |
|  |                              |                         |                  |                  |    | San Lorenzo            | 2                | 0                | 2                |                  |               |   |            |            |            |            |                   |    |        |        |        |        |
|  |                              | Palestino               | 0                | 1                | 1  |                        |                  |                  |                  |                  |               |   |            |            |            |            |                   |    |        |        |        |        |
|  | Palestino (gfc)              | Palestino               | 0                | 1                | 1  | 0                      | 2                | 2                |                  |                  |               |   |            |            |            |            |                   |    |        |        |        |        |
|  | Palestino (gfc)              |                         |                  |                  |    | 0                      | 2                | 2                |                  |                  |               |   |            |            |            |            |                   |    |        |        |        |        |
|  | Flamengo                     | 1                       | 1                | 2                |    |                        |                  |                  |                  |                  |               |   |            |            |            |            |                   |    |        |        |        |        |
|  | Flamengo                     | 1                       | 1                | 2                |    |                        |                  |                  |                  |                  | San Lorenzo   | 1 | 0          | 1          |            |            |                   |    |        |        |        |        |
|  |                              |                         |                  |                  |    |                        |                  |                  |                  |                  |               | 1 | 0          | 1          |            |            |                   |    |        |        |        |        |
|  |                              | Chapecoense (gfc)       | 1                | 0                | 1  |                        |                  |                  |                  |                  |               |   |            |            |            |            |                   |    |        |        |        |        |
|  | Montevideo Wanderers         | Chapecoense (gfc)       | 1                | 0                | 1  | 0                      | 0                | 0 (3)            |                  |                  |               |   |            |            |            |            |                   |    |        |        |        |        |
|  | Montevideo Wanderers         |                         |                  |                  |    | 0                      | 0                | 0 (3)            |                  |                  |               |   |            |            |            |            |                   |    |        |        |        |        |
|  | Junior (dcr)                 | 0                       | 0                | 0 (4)            |    |                        |                  |                  |                  |                  |               |   |            |            |            |            |                   |    |        |        |        |        |
|  | Junior (dcr)                 | 0                       | 0                | 0 (4)            |    | Junior                 | 1                | 0                | 1                |                  |               |   |            |            |            |            |                   |    |        |        |        |        |
|  |                              |                         |                  |                  |    | Junior                 | 1                | 0                | 1                |                  |               |   |            |            |            |            |                   |    |        |        |        |        |
|  |                              | Chapecoense             | 0                | 3                | 3  |                        |                  |                  |                  |                  |               |   |            |            |            |            |                   |    |        |        |        |        |
|  | Independiente                | Chapecoense             | 0                | 3                | 3  | 0                      | 0                | 0 (4)            |                  |                  |               |   |            |            |            |            |                   |    |        |        |        |        |
|  | Independiente                |                         |                  |                  |    | 0                      | 0                | 0 (4)            |                  |                  |               |   |            |            |            |            |                   |    |        |        |        |        |
|  | Chapecoense (dcr)            | 0                       | 0                | 0 (5)            |    |                        |                  |                  |                  |                  |               |   |            |            |            |            |                   |    |        |        |        |        |

### Ottavi di finale
| Squadra 1              | Totale        | Squadra 2           | Andata | Ritorno |
| ---------------------- | ------------- | ------------------- | ------ | ------- |
| Independiente Medellín | 3 – 3 (gfc)   | Santa Cruz          | 2–0    | 1–3     |
| San Lorenzo            | 4 – 1         | Deportivo La Guaira | 2–1    | 2–0     |
| Independiente          | 0–0 (4–5 dcr) | Chapecoense         | 0–0    | 0–0     |
| Sol de América         | 1–3           | Atlético Nacional   | 1–1    | 0–2     |
| Coritiba               | 3–3 (4–3 dcr) | Belgrano            | 1–2    | 2–1     |
| Montevideo Wanderers   | 0–0 (3–4 dcr) | Junior              | 0–0    | 0–0     |
| Palestino              | 2–2 (gfc)     | Flamengo            | 0–1    | 2–1     |
| Santa Fe               | 3–4           | Cerro Porteño       | 2–0    | 1–4     |

### Quarti di finale
| Squadra 1              | Totale | Squadra 2         | Andata | Ritorno |
| ---------------------- | ------ | ----------------- | ------ | ------- |
| Independiente Medellín | 0 – 2  | Cerro Porteño     | 0–0    | 0-2     |
| San Lorenzo            | 2 – 1  | Palestino         | 2–0    | 0–1     |
| Junior                 | 1 – 3  | Chapecoense       | 1–0    | 0–3     |
| Coritiba               | 2 – 4  | Atlético Nacional | 1-1    | 1–3     |

### Semifinali
| Squadra 1     | Totale      | Squadra 2         | Andata | Ritorno |
| ------------- | ----------- | ----------------- | ------ | ------- |
| Cerro Porteño | 1 – 1 (gfc) | Atlético Nacional | 1 – 1  | 0 – 0   |
| San Lorenzo   | 1 – 1 (gfc) | Chapecoense       | 1 – 1  | 0 – 0   |

### Finale
Il 28 novembre 2016 la Chapecoense è stata coinvolta in un disastro aereo nei pressi della città colombiana di Medellín. Il quadrimotore su cui viaggiava la squadra, il volo Lamia Airlines 2933, è precipitato, a causa dell'esaurimento del carburante, mentre si avvicinava all'aeroporto José Maria Cordoba, a 50 km da Medellín. Su 77 persone presenti a bordo, ne sono morte 71: in particolare, sono morti 19 calciatori della Chapecoense e ne sono sopravvissuti soltanto tre: il difensore Neto, il portiere di riserva Jakson Follmann (che ha subito però l'amputazione di una gamba) e il difensore Alan Ruschel.
Dopo l'incidente, la competizione è stata annullata e la CONMEBOL, su proposta dell'Atlético Nacional, ha assegnato la coppa alla Chapecoense.
| Squadra 1         | Totale    | Squadra 2   | Andata    | Ritorno   |
| ----------------- | --------- | ----------- | --------- | --------- |
| Atlético Nacional | Assegnata | Chapecoense | Annullata | Annullata |